# 梅瑞迪安維爾 (阿拉巴馬州)
梅瑞迪安維爾（英語：Meridianville）是一個位於美國阿拉巴馬州麥迪遜縣的非建制地區和人口普查指定地區。根據2010年美國人口普查，該地人口為6021人，而該地的面積約為40.39平方千米。

## 地理
梅瑞迪安維爾的座標為34°52′09″N 86°34′42″W / 34.86917°N 86.57833°W，而該地最高點為海拔高度241米（即791英尺）。